# Brian Willoughby

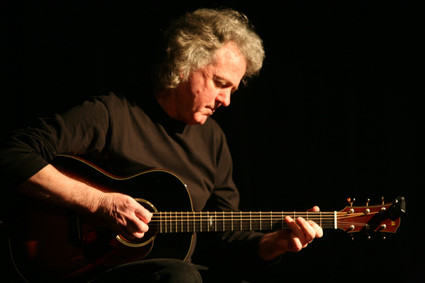
Brian Willoughby

Brian Willoughby (Glenarm, 20 september 1949) is een Brits gitarist (vanaf zijn 14e) die zich voornamelijk ophoudt in de Britse folkmuziek.

## Carrière
Willoughby's professionele carrière begint als hij in 1971 kennismaakt met Mary Hopkin. Daarna wordt hij bij diverse projecten als gastgitarist ingeschakeld. Dat blijft niet beperkt tot folk alleen, maar hij doet ook bijvoorbeeld ook begeleiding van Brian Connolly van The Sweet. Hij komt bij Strawbs als Chas Cronk van die band hem in 1978 hoort spelen en hij vervangt Dave Lambert in 1979 als die Strawbs verlaat. Hij sluit zich aan bij de band, maar die komt na de single The King (opgenomen met Maddy Prior)zonder platencontract te zitten.
Samen met voorman Dave Cousins houdt hij Strawbs levend en komt hij ook terecht op het tributealbum (Georgia on out Mind) aan Sandy Denny, een zangeres die Strawbs aan een platencontract hielp. De eerste jaren van de 21e eeuw speelt hij in allerlei aan Strawbs verwante bands zoals The Monks, High Society en Acoustic Strawbs. In 2004 verliet hij de Strawbs om zijn eigen weg met Graig te kiezen.

## Discografie
- 1998: Black and White (met weer Mary Hopkin)
- 2002: I will (met Cathryn Graig)
- 2005: Fingers crossed
- 2005: Rumours of Rain (single) voor oorlogsslachtoffers

### Samen met andere artiesten
- Old School Songs – met Dave Cousins (1979)
- Suspended Animation – The Monks (Canada 1981)
- Don't Say Goodbye – Strawbs (1987)
- Ringing Down the Years – Strawbs (1991)
- The Bridge – met Dave Cousins (1994)
- Other Voices, Too (A Trip Back to Bountiful) – Nanci Griffith (1998)
- Baroque & Roll – Acoustic Strawbs (2001)
- Pigg River Symphony – Cathryn Craig (2001)
- Blue Angel – Strawbs (2003)
- Live at the Royal Festival Hall (1972) – Mary Hopkin (2005)

### Singles
- "The King" – Strawbs (1979)
- "That's When the Crying Starts" – Strawbs (Canada 1987)
- "Let it Rain" – Strawbs (Canada 1987)
- "Might as Well Be on Mars" – Strawbs (Canada 1991)
- "Alice's Song" – Acoustic Strawbs (2002)